# Rick i Morty
Rick i Morty (eng. Rick and Morty) je američka animirana televizijska serija koju su stvorili Justin Roiland i Dan Harmon za noćni program Adult Swim koji se emitira na Cartoon Networku. Serija je nastala iz animirane parodije filma Povratak u budućnost, koju je Roiland osmislio za festival kratkometražnih filmova Channel 101.
Serija prati nezgode ciničnog ludog znanstvenika Ricka Sancheza i njegovog dobrodušnog, ali uzrujanog unuka Mortyja Smitha, koji su svoje vrijeme podijelili između domaćeg života i međudimenzionalnih avantura.
Roiland posuđuje glasove istoimenim likovima serije, a Chris Parnell, Spencer Grammer i Sarah Chalke posuđuju glasove ostatku obitelji Ricka i Mortyja.
Peta sezona premijerno je prikazana 20. lipnja 2021. dok šesta sezona potvrđena je kao dio dugoročnog ugovora u svibnju 2018. koji je naručio 70 novih epizoda tijekom neodređenog broja sezona, a najavljena je za 4. rujna 2022.

## Radnja
Rick je znanstvenik koji se preselio kod obitelji svoje kćeri Beth, konjske kardiokirurginje. Većinu vremena provodi izmišljajući razne visokotehnološke uređaje i vodeći sa sobom svog mladog unuka Mortyja (kasnije i unuku Summer) na opasne i fantastične avanture kroz njihove i druge paralelne svemire, otkrivajući strahote i čuda koja ih naseljavaju.

## Pregled serije
S izuzetkom prve epizode, svaka epizoda završava s dodatnom scenom nakon odjavne špice.
Treća sezona premijerno je prikazana nenajavljeno 1. travnja 2017. Preostale epizode počele su se emitirati tjedno od 30. srpnja 2017.
U Hrvatskoj se od 20. veljače 2021. serija pojavila na Netflixu s hrvatskim podnaslovima i prve četiri sezone, dok se na HBO GO od 21. lipnja emitirala peta sezona.
Šesta sezona potvrđena je kao dio dugoročnog ugovora u svibnju 2018. koji je naručio 70 novih epizoda tijekom neodređenog broja sezona.
| Sezona | Epizoda | SAD emitiranje      | SAD emitiranje     | HR emitiranje                                      |
| Sezona | Epizoda | Premijera           | Finale             | HR emitiranje                                      |
| ------ | ------- | ------------------- | ------------------ | -------------------------------------------------- |
| 1      | 11      | 2. prosinca 2013.   | 14. travnja 2014.  | 20. veljače 2021. (Netflix)                        |
| 2      | 10      | 26. srpnja 2015.    | 4. listopada 2015. | 20. veljače 2021. (Netflix)                        |
| 3      | 10      | 1. travnja 2017.    | 1. listopada 2017. | 20. veljače 2021. (Netflix)                        |
| 4      | 10      | 10. studenoga 2019. | 31. svibnja 2020.  | 20. veljače 2021. (Netflix)                        |
| 5      | 10      | 20. lipnja 2021.    | 5. listopada 2021. | 21. lipnja 2021. – 6. listopada 2021. (HBO GO)     |
| 6      | 10      | 4. rujna 2022.      | 11. prosinca 2022. | 5. rujna 2022. – 12. prosinca 2022. (HBO Max)      |
| 7      | 10      | 15. listopada 2023. | 17. prosinca 2023. | 16. listopada 2023. – 18. prosinca 2023. (HBO Max) |

## Glasove posudili
- Justin Roiland kao Rick Sanchez i Morty Smith
- Chris Parnell kao Jerry Smith
- Spencer Grammer kao Summer Smith
- Sarah Chalke kao Beth Sanchez
- Kari Wahlgren kao Space Cruiser / Car

## Produkcija
Animiranu seriju Rick and Morty stvorili su Justin Roiland i Dan Harmon. Dvojac se prvi put susreo na Channelu 101, mjesečnom festivalu kratkometražnog filma koji se održava u Los Angelesu, a čiji je suosnivač Harmon. Tijekom Channela 101 sudionici predstavljaju vlastite kratkometražne filmove, u formatu pilot epizode, a publika, uživo, odlučuje koje bi epizode mogle postati prava serija. Roiland, tada reality show producent, počeo je predstavljati vlastiti sadržaj festivalu godinu dana nakon pokretanja samog festivala 2004. godine. Njegovi piloti obično su bili sastavljeni od bolesnih i uvrnutih elemenata koji su u publici izazvali pomalo zbunjene reakcije. Međutim, Harmonu se svidio njegov humor i počeo je surađivati s njim.
Roiland je 2006. otpušten iz jedne TV serije, zbog svoje "gušljive kreativnosti". Tako se počeo posvećivati stvaranju web epizoda. Krajnji rezultat bio je The Real Animated Adventures of Doc and Mharti, kratki animirani film s parodijama Doca Browna i Martyja McFlyja u glavnim ulogama, likovi iz trilogije Povratka u budućnost. Harmon je kratki film opisao kao, pornografski vandalizam, toliko da Doc Smith uči Mhartija da je rješenje svih njegovih problema oralni seks. Publika je pozitivno reagirala i Roiland je počeo stvarati ostale kratke filmove koji uključuju dva lika. Harmon je kasnije stvorio, a zatim i producirao Klub otpisanih, sitcom za NBC, dok je Roiland radio prvenstveno kao glasovni glumac za Disneyjevu seriju Fish Hooks i seriju Cartoon Networka, Adventure Time.
Harmon je 2012. otpušten iz Kluba otpisanih. Adult Swim, iz tog razloga, u potrazi za novim programom, obratio se Harmonu, koji je u početku smatrao kanal neprikladnim za svoj stil. Nikada se nije približio animaciji, a njegov stil televizijskog stvaralaštva više se usredotočio na dijalog, likove i povijest. Stoga je odlučio nazvati svog prijatelja i kolegu Roilanda, pitati ga ima li ideje za animiranu seriju. Roiland je odmah pomislio koristiti svoje parodijske likove "Povratka u budućnost", Doca i Mhartija, preimenovanih za tu prigodu u Ricka i Mortyja. Roiland je razmišljao o seriji koja se sastoji od 11-minutnih epizoda, ali Adult Swim zahtijevao je polusatne epizode. Harmon je smatrao da je najbolji način za podizanje razine programa izgradnja obitelji oko likova, započinjući razvoj likova Summer, Beth i Jerryja. Umjesto toga, Nick Weidenfeld, izvršni producent Adult Swima, sugerirao je da je Rick Mortyjev djed. Prije nego što je konačno razvio Ricka i Mortyja, Roiland je također stvorio tri pilot epizode, koje je Fox kasnije odbacio.

## Distribucija
Prva sezona Ricka i Mortyja premijerno je prikazana 2. prosinca 2013. na Adult Swimu i odmah je pohvaljena. Druga sezona emitirana je 26. srpnja 2015. Prva epizoda treće sezone premijerno je prikazana 1. travnja 2017., kao Prvotravanjska šala, dok je stvarna premijera sezone emitirana 30. srpnja 2017. Četvrta sezona emitirana je od 10. studenog 2019. Peta sezona emitirana je od 20. lipnja 2021.
U Hrvatskoj su prve četiri sezone serije debitirale isključivo na Netflixu 20. veljače 2021.

## Spin-off
Adult Swim je 20. svibnja 2021. najavio spin-off seriju pod nazivom Branioci (eng.The Vindicators), koja će se usredotočiti  na likove Vindicatora, koji su se pojavili u epizodi "Branioci 3: Povratak Ubisvijeta" (eng. "Defenders 3: The Return of Finimondo"). Serija bi se trebala sastojati od 8-10 epizoda i emitirat će se između 2022. godine.
Adult Swim je 18. svibnja 2022. najavio da će biti cijela spin-off serija temeljena na kratkim anime filmovima u režiji Takashi Sanoa.

## Vanjske poveznice
- Službena stranica
- Rick i Morty u internetskoj bazi filmova IMDb-a